# 二日市 (筑紫野市)
二日市（ふつかいち）は、福岡県筑紫野市にある地名。住居表示を実施している二日市北一丁目から二日市北八丁目と二日市南一丁目から二日市南四丁目と二日市西一丁目から二日市西四丁目と二日市中央一丁目から二日市中央六丁目がある。郵便番号は二日市北が818-0056、二日市南が818-0057、二日市西が818-0071、二日市中央が818-0072。2025年（令和7年）1月末日現在の人口は二日市北が6,823人、二日市南が1,989人、二日市西が3,087人、二日市中央が3,696人。

## 概要
筑紫野市の北部に位置し、北側は太宰府市、東側は紫、南側は石崎・上古賀、西側は湯町・塔原東と接する。

## 歴史
1889年（明治22年）の町村制施行により御笠郡二日市村及び山口村が成立。1895年（明治28年）8月27日に二日市村は町制施行し御笠郡二日市町となる。1896年（明治29年）4月1日の郡制施行により御笠郡は席田郡・那珂郡とともに筑紫郡となったため筑紫郡二日市町及び筑紫郡山口村となる。1955年（昭和30年）3月1日に二日市町及び山口村は筑紫村・御笠村・山家村と合併し筑紫野町となる。1972年（昭和47年）4月1日に筑紫野町は市制施行し筑紫野市となる。

### 町域の変遷
| 町名町界整理実施後         | 実施年月日         | 住居表示実施前                           |
| -------------------------- | ------------------ | ---------------------------------------- |
| 二日市北一丁目から八丁目   | 1997年（平成9年）  | 大字二日市・紫の各一部                   |
| 二日市南一丁目から四丁目   | 1999年（平成11年） | 大字上古賀・二日市・石崎・立明寺の各一部 |
| 二日市西一丁目から四丁目   | 2001年（平成13年） | 大字二日市・塔原の各一部                 |
| 二日市中央一丁目から六丁目 | 2002年（平成14年） | 大字二日市・塔原・紫の各一部             |

## 施設
- リンデンホールスクール中高学部
- 筑紫野市立二日市小学校
- 筑紫野市立二日市北小学校
- 福岡法務局筑紫支所
- 筑紫野市民図書館
- 筑紫野市歴史博物館
- 筑紫野郵便局
- 二日市八幡宮

## 交通

### 道路
- 国道3号
- 福岡県道7号筑紫野インター線
- 福岡県道35号筑紫野古賀線
- 福岡県道65号筑紫野筑穂線
- 福岡県道112号福岡日田線
- 福岡県道137号基山平等寺筑紫野線
- 福岡県道581号観世音寺二日市線

### 鉄道
- JR鹿児島本線二日市駅
- 西鉄天神大牟田線西鉄二日市駅

### バス
- 西鉄バス